# Пакеха

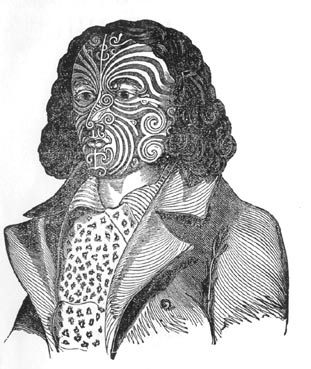
Барнет Бернс з татуюванням Та-моко

Пакеха (маорі: Pākehā) — назва, яка була утворена корінним населенням маорі для перших європейських переселенців у Новій Зеландії. Етимологічно слово походить з мови маорі та входить у сучасну новозеландську англійську мову як невід'ємна лексична одиниця. Назва розповсюджена й на сьогодні, але інтерпретується у Новій Зеландії по-різному. У залежності від пункту знаходження при використанні йдеться про новозеландців з виключно британським походженням, з переважно європейським походженням чи про ту частину населення Нової Зеландії, хто не є маорі чи полінезійцями. Деякі новозеландці сприймають слово у негативному, неприємному відтінку.
Докладна етимологія слова до кінця не висвітлена. Імовірно, що пакеха походить від Pākehakeha чи Pakepakehā, якими маорі називали містичних, білявих морських істот. Відмітимо й те, що до появи Європейців поняття, яким би називали себе маорі, не існувало. Обидва слова виникли тільки після встановлення відносин туземців з європейцями.